# Campeonato Mundial de Taekwondo de 2015 - Até 80 kg masculino
A categoria até 80 kg masculino foi um evento do Campeonato Mundial de Taekwondo de 2015, que ocorreu na Arena Traktor, em Tcheliabinsk, na Rússia, no dia 18 de maio. 

## Medalhistas
| Ouro                     | Prata              | Bronze                               |
| Mehdi Khodabakhshi (IRI) | Damon Sansum (GBR) | Aaron Cook (MDA) · Tahir Güleç (GER) |

## Resultados
Legenda
- DQ - Ganhou por desqualificação
- P - Ganhou por declaração punitiva

### Fase final
|  | Semifinal                | Semifinal                | Semifinal |  |  | Final                    | Final                    | Final |
|  |                          |                          |           |  |  |                          |                          |       |
|  | Aaron Cook (MDA)         | Aaron Cook (MDA)         | 13        |  |  |                          |                          |       |
|  | Damon Sansum (GBR)       | Damon Sansum (GBR)       | 14        |  |  | Damon Sansum (GBR)       | Damon Sansum (GBR)       | 3     |
|  | Tahir Güleç (GER)        | Tahir Güleç (GER)        | 6         |  |  | Mehdi Khodabakhshi (IRI) | Mehdi Khodabakhshi (IRI) | 16    |
|  | Mehdi Khodabakhshi (IRI) | Mehdi Khodabakhshi (IRI) | 8         |  |  |                          |                          |       |
|  |                          |                          |           |  |  |                          |                          |       |
|  |                          |                          |           |  |  |                          |                          |       |
|  |                          |                          |           |  |  |                          |                          |       |

### Metade superior

#### Primeira chave
|  | Primeira fase            | Primeira fase            | Primeira fase |  |  | Segunda fase           | Segunda fase           | Segunda fase        |    |                        | Oitavas de final       | Oitavas de final | Oitavas de final |  |  | Quartas de final | Quartas de final | Quartas de final |
|  |                          |                          |               |  |  |                        |                        |                     |    |                        |                        |                  |                  |  |  |                  |                  |                  |
|  |                          |                          |               |  |  |                        |                        |                     |    |                        |                        |                  |                  |  |  |                  |                  |                  |
|  |                          |                          |               |  |  | Aaron Cook (MDA)       | Aaron Cook (MDA)       | 12                  |    |                        |                        |                  |                  |  |  |                  |                  |                  |
|  | Mederic Enguerin (CAF)   | Mederic Enguerin (CAF)   | 6             |  |  | Hidenori Ebata (JPN)   | Hidenori Ebata (JPN)   | 9                   |    |                        |                        |                  |                  |  |  |                  |                  |                  |
|  | Hidenori Ebata (JPN)     | Hidenori Ebata (JPN)     | 8             |  |  |                        |                        |                     |    | Aaron Cook (MDA)       | Aaron Cook (MDA)       | 9                |                  |  |  |                  |                  |                  |
|  | Michel Fernandes (POR)   | Michel Fernandes (POR)   | 17            |  |  |                        | Roberto Botta (ITA)    | Roberto Botta (ITA) | 8  |                        |                        |                  |                  |  |  |                  |                  |                  |
|  | Nikolas Pirikkis (CYP)   | Nikolas Pirikkis (CYP)   | 5             |  |  | Michel Fernandes (POR) | Michel Fernandes (POR) | 3                   |    |                        |                        |                  |                  |  |  |                  |                  |                  |
|  | Yordan Kolev (BUL)       | Yordan Kolev (BUL)       |               |  |  | Roberto Botta (ITA)    | Roberto Botta (ITA)    | 4                   |    |                        |                        |                  |                  |  |  |                  |                  |                  |
|  | Roberto Botta (ITA)      | Roberto Botta (ITA)      | DQ            |  |  |                        |                        |                     |    |                        | Aaron Cook (MDA)       | Aaron Cook (MDA) | 8                |  |  |                  |                  |                  |
|  | Oussama Oueslati (TUN)   | Oussama Oueslati (TUN)   | DQ            |  |  |                        | Yunus Sarı (TUR)       | Yunus Sarı (TUR)    | 7  |                        |                        |                  |                  |  |  |                  |                  |                  |
|  | Ahmad Wali Alif (AFG)    | Ahmad Wali Alif (AFG)    |               |  |  | Oussama Oueslati (TUN) | Oussama Oueslati (TUN) |                     |    |                        |                        |                  |                  |  |  |                  |                  |                  |
|  | Yasir Ahmed Al-Haj (SUD) | Yasir Ahmed Al-Haj (SUD) | DQ            |  |  | Bye                    | Bye                    |                     |    |                        |                        |                  |                  |  |  |                  |                  |                  |
|  | Moisés Hernández (DOM)   | Moisés Hernández (DOM)   | DQ            |  |  |                        |                        |                     |    | Oussama Oueslati (TUN) | Oussama Oueslati (TUN) | 7                |                  |  |  |                  |                  |                  |
|  | Inoussa Sawadogo (FRA)   | Inoussa Sawadogo (FRA)   | 15            |  |  |                        | Yunus Sarı (TUR)       | Yunus Sarı (TUR)    | 11 |                        |                        |                  |                  |  |  |                  |                  |                  |
|  | Mauro Busuttil (MLT)     | Mauro Busuttil (MLT)     | 3             |  |  | Inoussa Sawadogo (FRA) | Inoussa Sawadogo (FRA) | 0                   |    |                        |                        |                  |                  |  |  |                  |                  |                  |
|  | Craig Brown (JAM)        | Craig Brown (JAM)        | 2             |  |  | Yunus Sarı (TUR)       | Yunus Sarı (TUR)       | 9                   |    |                        |                        |                  |                  |  |  |                  |                  |                  |
|  | Yunus Sarı (TUR)         | Yunus Sarı (TUR)         | 14            |  |  |                        |                        |                     |    |                        |                        |                  |                  |  |  |                  |                  |                  |

#### Segunda chave
|  | Primeira fase             | Primeira fase             | Primeira fase |  |  | Segunda fase              | Segunda fase              | Segunda fase        |    |                           | Oitavas de final          | Oitavas de final   | Oitavas de final |  |  | Quartas de final | Quartas de final | Quartas de final |
|  |                           |                           |               |  |  |                           |                           |                     |    |                           |                           |                    |                  |  |  |                  |                  |                  |
|  | Damon Sansum (GBR)        | Damon Sansum (GBR)        | 15            |  |  |                           |                           |                     |    |                           |                           |                    |                  |  |  |                  |                  |                  |
|  | Atief Arshad (PAK)        | Atief Arshad (PAK)        | 3             |  |  | Damon Sansum (GBR)        | Damon Sansum (GBR)        | 16                  |    |                           |                           |                    |                  |  |  |                  |                  |                  |
|  | Björn Thorleifsson (ISL)  | Björn Thorleifsson (ISL)  | 8             |  |  | Richard Ordemann (NOR)    | Richard Ordemann (NOR)    | 12                  |    |                           |                           |                    |                  |  |  |                  |                  |                  |
|  | Richard Ordemann (NOR)    | Richard Ordemann (NOR)    | 9             |  |  |                           |                           |                     |    | Damon Sansum (GBR)        | Damon Sansum (GBR)        | 13                 |                  |  |  |                  |                  |                  |
|  | Vaughn Scott (NZL)        | Vaughn Scott (NZL)        | 15            |  |  |                           | Hayder Shkara (AUS)       | Hayder Shkara (AUS) | 10 |                           |                           |                    |                  |  |  |                  |                  |                  |
|  | Mahmoud Said (EGY)        | Mahmoud Said (EGY)        | 11            |  |  | Vaughn Scott (NZL)        | Vaughn Scott (NZL)        | 3                   |    |                           |                           |                    |                  |  |  |                  |                  |                  |
|  | Juan Sánchez (PUR)        | Juan Sánchez (PUR)        |               |  |  | Hayder Shkara (AUS)       | Hayder Shkara (AUS)       | 8                   |    |                           |                           |                    |                  |  |  |                  |                  |                  |
|  | Hayder Shkara (AUS)       | Hayder Shkara (AUS)       | DQ            |  |  |                           |                           |                     |    |                           | Damon Sansum (GBR)        | Damon Sansum (GBR) | 12               |  |  |                  |                  |                  |
|  | Piotr Paziński (POL)      | Piotr Paziński (POL)      | 5             |  |  |                           | Liu Wei-ting (TPE)        | Liu Wei-ting (TPE)  | 10 |                           |                           |                    |                  |  |  |                  |                  |                  |
|  | Daniel Quesada (ESP)      | Daniel Quesada (ESP)      | 9             |  |  | Daniel Quesada (ESP)      | Daniel Quesada (ESP)      | 4                   |    |                           |                           |                    |                  |  |  |                  |                  |                  |
|  | Uladzislau Saulukou (BLR) | Uladzislau Saulukou (BLR) | 14            |  |  | Uladzislau Saulukou (BLR) | Uladzislau Saulukou (BLR) | 5                   |    |                           |                           |                    |                  |  |  |                  |                  |                  |
|  | Qiao Sen (CHN)            | Qiao Sen (CHN)            | 13            |  |  |                           |                           |                     |    | Uladzislau Saulukou (BLR) | Uladzislau Saulukou (BLR) | 4                  |                  |  |  |                  |                  |                  |
|  | Liu Wei-ting (TPE)        | Liu Wei-ting (TPE)        | DQ            |  |  |                           | Liu Wei-ting (TPE)        | Liu Wei-ting (TPE)  | 9  |                           |                           |                    |                  |  |  |                  |                  |                  |
|  | Sylvain Fostin (GLP)      | Sylvain Fostin (GLP)      |               |  |  | Liu Wei-ting (TPE)        | Liu Wei-ting (TPE)        | 4                   |    |                           |                           |                    |                  |  |  |                  |                  |                  |
|  |                           |                           |               |  |  | Aydemir Shakhbanov (RUS)  | Aydemir Shakhbanov (RUS)  | 3                   |    |                           |                           |                    |                  |  |  |                  |                  |                  |
|  |                           |                           |               |  |  |                           |                           |                     |    |                           |                           |                    |                  |  |  |                  |                  |                  |

### Metade inferior

#### Terceira chave
|  | Primeira fase             | Primeira fase             | Primeira fase |  |  | Segunda fase              | Segunda fase              | Segunda fase              |   |                           | Oitavas de final          | Oitavas de final  | Oitavas de final |  |  | Quartas de final | Quartas de final | Quartas de final |
|  |                           |                           |               |  |  |                           |                           |                           |   |                           |                           |                   |                  |  |  |                  |                  |                  |
|  |                           |                           |               |  |  |                           |                           |                           |   |                           |                           |                   |                  |  |  |                  |                  |                  |
|  |                           |                           |               |  |  | Tahir Güleç (GER)         | Tahir Güleç (GER)         | 8                         |   |                           |                           |                   |                  |  |  |                  |                  |                  |
|  | Waldeck Defaix (PYF)      | Waldeck Defaix (PYF)      | 4             |  |  | Serhiy Chaika (UKR)       | Serhiy Chaika (UKR)       | 6                         |   |                           |                           |                   |                  |  |  |                  |                  |                  |
|  | Serhiy Chaika (UKR)       | Serhiy Chaika (UKR)       | 6             |  |  |                           |                           |                           |   | Tahir Güleç (GER)         | Tahir Güleç (GER)         | 6                 |                  |  |  |                  |                  |                  |
|  | Miguel Ferrera (HON)      | Miguel Ferrera (HON)      | 9             |  |  |                           | Maksim Rafalovich (UZB)   | Maksim Rafalovich (UZB)   | 5 |                           |                           |                   |                  |  |  |                  |                  |                  |
|  | Hama Alzouma (NIG)        | Hama Alzouma (NIG)        | 15            |  |  | Hama Alzouma (NIG)        | Hama Alzouma (NIG)        | 3                         |   |                           |                           |                   |                  |  |  |                  |                  |                  |
|  | Elías Robles (CHI)        | Elías Robles (CHI)        | 2             |  |  | Maksim Rafalovich (UZB)   | Maksim Rafalovich (UZB)   | 6                         |   |                           |                           |                   |                  |  |  |                  |                  |                  |
|  | Maksim Rafalovich (UZB)   | Maksim Rafalovich (UZB)   | 11            |  |  |                           |                           |                           |   |                           | Tahir Güleç (GER)         | Tahir Güleç (GER) | 5                |  |  |                  |                  |                  |
|  | Arman Yeremyan (ARM)      | Arman Yeremyan (ARM)      | 4             |  |  |                           | Christopher Iliesco (CAN) | Christopher Iliesco (CAN) | 3 |                           |                           |                   |                  |  |  |                  |                  |                  |
|  | Taha Al-Aswed (LBA)       | Taha Al-Aswed (LBA)       | 2             |  |  | Arman Yeremyan (ARM)      | Arman Yeremyan (ARM)      | 3                         |   |                           |                           |                   |                  |  |  |                  |                  |                  |
|  | Daba Modibo Keïta (MLI)   | Daba Modibo Keïta (MLI)   |               |  |  | Christopher Iliesco (CAN) | Christopher Iliesco (CAN) | 5                         |   |                           |                           |                   |                  |  |  |                  |                  |                  |
|  | Christopher Iliesco (CAN) | Christopher Iliesco (CAN) | DQ            |  |  |                           |                           |                           |   | Christopher Iliesco (CAN) | Christopher Iliesco (CAN) | 6                 |                  |  |  |                  |                  |                  |
|  | Ivan Karajlović (SRB)     | Ivan Karajlović (SRB)     | 17            |  |  |                           | Ivan Karajlović (SRB)     | Ivan Karajlović (SRB)     | 2 |                           |                           |                   |                  |  |  |                  |                  |                  |
|  | Deivis Escorcia (COL)     | Deivis Escorcia (COL)     | 15            |  |  | Ivan Karajlović (SRB)     | Ivan Karajlović (SRB)     | 10                        |   |                           |                           |                   |                  |  |  |                  |                  |                  |
|  | Kim Bong-su (KOR)         | Kim Bong-su (KOR)         | 18            |  |  | Kim Bong-su (KOR)         | Kim Bong-su (KOR)         | 8                         |   |                           |                           |                   |                  |  |  |                  |                  |                  |
|  | René Lizárraga (MEX)      | René Lizárraga (MEX)      | 5             |  |  |                           |                           |                           |   |                           |                           |                   |                  |  |  |                  |                  |                  |

#### Quarta chave
|  | Primeira fase               | Primeira fase               | Primeira fase |  |  | Segunda fase              | Segunda fase              | Segunda fase              |    |                    | Oitavas de final   | Oitavas de final   | Oitavas de final |  |  | Quartas de final | Quartas de final | Quartas de final |
|  |                             |                             |               |  |  |                           |                           |                           |    |                    |                    |                    |                  |  |  |                  |                  |                  |
|  | Steven López (USA)          | Steven López (USA)          | 13            |  |  |                           |                           |                           |    |                    |                    |                    |                  |  |  |                  |                  |                  |
|  | Ibrahim Benoud Radjab (CHA) | Ibrahim Benoud Radjab (CHA) | 0             |  |  | Steven López (USA)        | Steven López (USA)        | 10                        |    |                    |                    |                    |                  |  |  |                  |                  |                  |
|  | Mohammed Murtala (NGR)      | Mohammed Murtala (NGR)      | 5             |  |  | Farkhod Negmatov (TJK)    | Farkhod Negmatov (TJK)    | 5                         |    |                    |                    |                    |                  |  |  |                  |                  |                  |
|  | Farkhod Negmatov (TJK)      | Farkhod Negmatov (TJK)      | 22            |  |  |                           |                           |                           |    | Steven López (USA) | Steven López (USA) | 4                  |                  |  |  |                  |                  |                  |
|  | Mahmoud Abdelrahim (QAT)    | Mahmoud Abdelrahim (QAT)    | 10            |  |  |                           | Cheick Sallah Cissé (CIV) | Cheick Sallah Cissé (CIV) | 3  |                    |                    |                    |                  |  |  |                  |                  |                  |
|  | Agustin Alves (ARG)         | Agustin Alves (ARG)         | 9             |  |  | Mahmoud Abdelrahim (QAT)  | Mahmoud Abdelrahim (QAT)  | 5                         |    |                    |                    |                    |                  |  |  |                  |                  |                  |
|  | Akbar Aitakhunov (KGZ)      | Akbar Aitakhunov (KGZ)      | 3             |  |  | Cheick Sallah Cissé (CIV) | Cheick Sallah Cissé (CIV) | 15P                       |    |                    |                    |                    |                  |  |  |                  |                  |                  |
|  | Cheick Sallah Cissé (CIV)   | Cheick Sallah Cissé (CIV)   | 16            |  |  |                           |                           |                           |    |                    | Steven López (USA) | Steven López (USA) | 1                |  |  |                  |                  |                  |
|  | Christian dela Cruz (PHI)   | Christian dela Cruz (PHI)   | DQ            |  |  |                           | Mehdi Khodabakhshi (IRI)  | Mehdi Khodabakhshi (IRI)  | 13 |                    |                    |                    |                  |  |  |                  |                  |                  |
|  | Kelly Oyoo (KEN)            | Kelly Oyoo (KEN)            |               |  |  | Christian dela Cruz (PHI) | Christian dela Cruz (PHI) | 2                         |    |                    |                    |                    |                  |  |  |                  |                  |                  |
|  | Maksat Abdrambek (KAZ)      | Maksat Abdrambek (KAZ)      | 8             |  |  | André Bilia (BRA)         | André Bilia (BRA)         | 6                         |    |                    |                    |                    |                  |  |  |                  |                  |                  |
|  | André Bilia (BRA)           | André Bilia (BRA)           | 11            |  |  |                           |                           |                           |    | André Bilia (BRA)  | André Bilia (BRA)  | 1                  |                  |  |  |                  |                  |                  |
|  | Nikolaos Tzellos (GRE)      | Nikolaos Tzellos (GRE)      | DQ            |  |  |                           | Mehdi Khodabakhshi (IRI)  | Mehdi Khodabakhshi (IRI)  | 8  |                    |                    |                    |                  |  |  |                  |                  |                  |
|  | Anas Taleb Abdallah (JOR)   | Anas Taleb Abdallah (JOR)   |               |  |  | Nikolaos Tzellos (GRE)    | Nikolaos Tzellos (GRE)    | 3                         |    |                    |                    |                    |                  |  |  |                  |                  |                  |
|  |                             |                             |               |  |  | Mehdi Khodabakhshi (IRI)  | Mehdi Khodabakhshi (IRI)  | 5                         |    |                    |                    |                    |                  |  |  |                  |                  |                  |
|  |                             |                             |               |  |  |                           |                           |                           |    |                    |                    |                    |                  |  |  |                  |                  |                  |